# Radio Baby (пісня)
«Radio Baby» — пісня української співачки Тіни Кароль з її четвертого студійного альбому «9 жизней». Як сингл випущений 23 жовтня 2009 року.

## Опис
Пісня «Radio Baby» — стала другим синглом альбому «9 жизней» Тіни Кароль. Автори пісні — Володимир Бєлоусов та Карен Кавалер'ян.
Пісня була написана близько 20 років тому знаменитим російським композитором Володимиром Бєлоусовим спеціально для Тетяни Анциферовой, радянської співачки, що стала Голосом Московської Олімпіади й свого часу озвучила дюжину вітчизняних фільмів.

Автором слів виступив поет Карен Кавалер'ян, але за збігом обставин пісня тоді не побачила світ — вона випереджала час, для тих часів виявилося занадто прогресивною.
«Radio Baby» — це не просто пісня, це історія, — говорить Тіна Кароль. — У той час це була історія бунтарів, людей, які казали щось наперекір. Казали по-своєму, стильно і правильно. Зараз — це вже пісня-образ. Не зважаючи на усі кокетування, на усю свою простоту — вона із залізним характером саме завдяки своїй історії.
Карен Кавалер'ян : 
«Звичайно, це дивовижна композиція, вона крізь час. Я і подумати не міг, що цю пісню чекає така доля. 20 років пролежати на полиці! Нарешті, вона дочекалася свого виконавця, я радий, що саме Тіна Кароль дасть цієї пісні нове життя.»

## Відеокліп
Режисером відео виступив кліпмейкер Сергій Солодкий.

Фільмування кліпу проходили в Києві, сам процес зайняв близько 30 годин без перерви. У самому кліпі Тіна Кароль з'являється в трьох образах, практично усю пісню співачка танцює, демонструючи витончену фігуру і відверті наряди.
В цьому відео немає конкретного сюжету, — говорить режисер кліпу Сергій Солодкий. — Тіна Кароль з'являється в образі себе — самодостатньої, сексуальної, впевненої в собі дівчини; вона не така, як всі, вона і є «Радіо бейби» — малятко, яке точно знає, чого хоче. Стилістку кліпу запропонувала сама Тіна, ідея мені дуже сподобалася, і ми утілили її в життя, — продовжує Солодкий.
Щоб досягти ефекту реалістичної картинки, при роботі над відео буде використано мінімум комп'ютерної графіки. Постановча група працювала над трьома локаціями, що становлять собою масштабні декорації — велика стіна з магнітофонів, величезний магнітофонний індикатор і злітна смуга.
На підготовчі роботи знадобилось два місяці: для спорудження стіни знадобилося понад 200 ретро магнітофонів кінця 70-х—початку 80-х років. Вони запозичувалися у найвідоміших колекціонерів ретро-техніки по усьому СНД, і доставлялися в Київ.

## Список композицій
| Цифрове завантаження, стримінг | Цифрове завантаження, стримінг | Цифрове завантаження, стримінг | Цифрове завантаження, стримінг | Цифрове завантаження, стримінг |
| #                              | Назва                          | Автор слів                     | Автор музики                   | Тривалість                     |
| ------------------------------ | ------------------------------ | ------------------------------ | ------------------------------ | ------------------------------ |
| 1.                             | «Radio Baby»                   | Володимир Бєлоусов             | Карен Кавалер'ян               | 3:33                           |

## Виконання наживо
2009 р. — «Radio Baby» — концерт «Місце зустрічі»